# حمام کابلی
حمام کابلی مربوط به دوره قاجار است و در شهرستان نیشابور، روستای کابلی واقع شده و این اثر در تاریخ ۱ آذر ۱۳۸۸ با شمارهٔ ثبت ۲۸۱۱۱ به‌عنوان یکی از آثار ملی ایران به ثبت رسیده است.